# Těchlovice (okres Děčín)
Těchlovice (Duits: Tichlowitz, soms ter onderscheiding van andere plaatsen met dezelfde naam Těchlovice nad Labem genoemd) is een Tsjechische gemeente in de regio Ústí nad Labem en maakt deel uit van het district Děčín. Těchlovice telt 522 inwoners (2023).

## Geschiedenis
- 1352 – De eerste schriftelijke vermelding van Těchlovice.
- 1981 – De gemeente Těchlovice wordt geannexeerd door de stad Děčín.
- 1997 – Těchlovice wordt (opnieuw) een zelfstandige gemeente.[1]